# دانيال كاستيلانو
دانيال كاستيلانو (بالإسبانية: Daniel Alirio Castellano Amarista) هو صحفي فنزويلي، ولد في 20 نوفمبر 1972 في كاراكاس في فنزويلا.